# Kouriya
Kouriya (en macédonien Курија) est un village du sud de la Macédoine du Nord, situé dans la municipalité de Negotino. Le village comptait 214 habitants en 2002.

## Démographie
Lors du recensement de 2002, le village comptait :
- Macédoniens : 210
- Serbes : 3
- Valaques : 1